# Бобби Юинг
Роберт «Бобби» Джеймс Юинг (англ. Robert "Bobby" James Ewing) — персонаж длительного американского телесериала «Даллас». Роль Бобби исполняет актёр Патрик Даффи, начиная с пилотного эпизода, вышедшего 2 апреля 1978 года, по финал сериала-возрождения, транслировавшийся 22 сентября 2014 года. Персонаж является основным протагонистом телесериала, повествующего о жизни богатой семьи Юингов в городе Даллас, штат Техас. Даффи исполнял свою роль на протяжении всего периода тринадцатилетней трансляции сериала, за исключением сезона 1985-86 годов. Также персонаж появился в нескольких эпизодах спин-оффа «Далласа» — «Тихая пристань» в 1979—1982 годах, и телефильме-приквеле «Даллас: Ранние годы» (1986). Позже он вернулся к роли в двух последующих телефильмах: «Джей Ар возвращается» (1996) и «Война Юингов» (1998), а также в специальном документальном фильме-воссоединении «Примирение Далласа: Возвращение в Саутфорк» (2004). В 2010 году кабельный канал TNT начал разработку одноименного продолжения «Далласа». Продолжение в основном сосредоточено на новом поколении Юингов: Джоне Россе Юинге III и приёмном сыне Бобби Кристофере Юинге.

## История развития

### Кастинг и история создания
Патрик Даффи получил роль Бобби в 1977 году и изначально планировалось, что персонаж погибнет в финале первого сезона. Дэвид Джейкобс хотел убить Бобби, чтобы Памела Барнс Юинг стала полноправной героиней сериала, а не просто женой, однако в ходе разработки сюжета CBS настоял на сохранении Бобби, чтобы «Даллас» развивался в ансамблевую драму, без главных героев.
Прототипом Бобби был Ромео, а сама их пара с Пэм повторяла классическую историю «Ромео и Джульетты». Пэм и Бобби были главными героями первого сезона, однако, ко второму сезону фокус истории был смещен на его злого брата Джей Ара Юинга и его пьющую жену Сью Эллен Юинг. Тем не менее, Бобби сохранил свою центральную роль в сюжете, как обладающий моральными ценностями герой, хотя и периодически высмеивался в прессе из-за этого.

### Уход Патрика Даффи и последующее возвращение
В начале 1985 года Патрик Даффи решил покинуть сериал, так как надеялся сделать карьеру на большом экране. Так как Даффи хотел, чтобы его не просили возвращаться к роли, он вынудил авторов убить Бобби. Злая сестра Пэм Кэтрин Уэнтворт (Морган Бриттани) убила Бобби, сбив машиной. Без Бобби, Пэм стала де-факто главной героиней, но сезонные рейтинги упали со второй на шестую строчку в годовой таблице. Не обладающий какими либо отличительными актёрскими способностями Даффи, не смог получить роли вне Далласа, и разочаровался в своем уходе и потере стабильной зарплаты в размере сорока тысяч за эпизод.
В 1986 году, Даффи остался без работы и однажды, во время ужина в его доме, Ларри Хэгмэн предложил ему вернуться в сериал. Продюсеры начали вскоре обдумывать как воскресить Бобби, и идею подкинула жена Даффи, сказав, что все можно исправить, сделав его смерть сном. Так продюсеры и поступили, и стерли весь девятый сезон, позже ставший именуемым в прессе как печально известный «Сезон-сон», раскритикованный как зрителями, так и обозревателями. Даффи вернулся на регулярной основе в десятом сезоне и остался в сериале вплоть до его финала в мае 1991 года.

### Сериал 2012 года
В 2010 году кабельный канал TNT, сестринская компания Warner Bros. Television, которому принадлежит оригинальный сериал, начал разработку одноименного продолжения «Далласа». Продолжение в основном сосредоточено на новом поколении Юингов. Патрик Даффи, Линда Грей и Ларри Хэгмэн стали единственными актёрами оригинального шоу, кто играет важную роль в сериале-возрождении. Бобби в сериале изображается в качестве представителя старшего поколения, по аналогии с Мисс Элли Юинг в оригинальном шоу, и теперь он женат на Энн Юинг.